# 纳塔莉·萨维尔
纳塔莉·萨维尔（英語：Natalie Saville，1978年9月7日—），澳大利亚女子田径运动员。她曾代表澳大利亚参加2006年英联邦运动会田径比赛，获得一枚银牌。她也曾参加2004年夏季奥林匹克运动会。